# Jai Singh III
Jai Singh II (Jaipur, 25 aprile 1819 – Jaipur, 6 febbraio 1835) è stato un principe indiano.
È stato Maharaja di Jaipur dalla nascita fino alla morte.

## Biografia
Jai Singh era figlio di Jagat Singh di Amber, raja di Jaipur.
Jagat Singh morì in circostanze non chiare nel novembre del 1818 e senza aver avuto eredi. Mohan Singh, del Thikana di Narwar, venne adottato per divenire il suo successore. Ma nell'aprile del 1819 la regina Bhatiyani di Jagat diede alla luce un figlio chiamato Jai Singh III che venne dichiarato il nuovo sovrano.
Jai Singh III trascorse i suoi primi nove anni di vita nella zenana del palazzo, apparendo per la prima volta in pubblico durante una processione al tempio di Jamwa Mata, dopo che la popolazione di Jaipur ebbe chiesto di vedere il proprio principe. Il compito dell'amministrazione dello stato fu affidato a Rawal Berisal di Samode. Il periodo di regno di Jai Singh fu tormentato da continue problematiche, create principalmente da Sanghi Jhutha Ram e da Roopan Badaran, a suo tempo sospettati di aver ucciso Jagat Singh. Nel 1812 il Regno Unito nominò il proprio primo agente politico per il Jaipur nella persona di J. Stewart che si stabilì nella capitale.
Jai Singh morì il 6 febbraio 1835, anch'egli come il padre in circostanze sospette. Il suo corpo venne trovato avvolto in una tenda e, secondo alcuni, fu avvelenato e poi ucciso da Sanghi Jhutha Ram.